# Três Barras (kommun)
Três Barras är en kommun i Brasilien.   Den ligger i delstaten Santa Catarina, i den södra delen av landet, 1 200 km söder om huvudstaden Brasília. Antalet invånare är 18 131.
Följande samhällen finns i Três Barras:
- Três Barras

I omgivningarna runt Três Barras växer i huvudsak städsegrön lövskog. Runt Três Barras är det ganska glesbefolkat, med 23 invånare per kvadratkilometer.